# Société pétrochimique de Bandar Imam
 (janvier 2024).
La Société pétrochimique de Bandar Imam (en persan : پتروشیمی بندر امام) est une entreprise iranienne du secteur de la pétrochimie. Elle produit des produits chimiques, aromatiques, polymères et GPL dans ses installations. Les principaux produits pétrochimiques - éthylène, propylène, butadiène, benzène, toluène et xylènes - sont fabriqués dans ce complexe. Ils sont principalement transformés en produits intermédiaires et finaux tels que polyéthylène, caoutchouc synthétique, polychlorure de vinyle, paraxylène et MTBE.
Cette entreprise a été fondée en 1973 en tant que coentreprise entre la Société nationale iranienne de pétrochimie et la société japonaise Mitsui sous le nom Société pétrochimique Iran-Japon. Cependant, en 1986, après le retrait de Mitsui du projet de construction du complexe, toutes ses actions ont été acquises par la société iranienne et le nom a été changé pour Société pétrochimique de Bandar Imam.
La Société pétrochimique de Bandar Imam a été acquise par les Industries pétrochimiques du Golfe Persique en 2010.
Le siège social et les usines de cette société sont situés près de la ville de Bandar-e Mahshahr dans la province du Khouzestan. L'entreprise est située sur un terrain d'environ 270 hectares sur la côte nord-ouest du Golfe Persique dans la province du Khouzestan, à 160 km au sud-est d'Ahvaz et à 84 km à l'est d'Abadan, dans la Zone économique spéciale du port de l'Imam Khomeini.